# Władysław Dąbrowski (1891–1927)

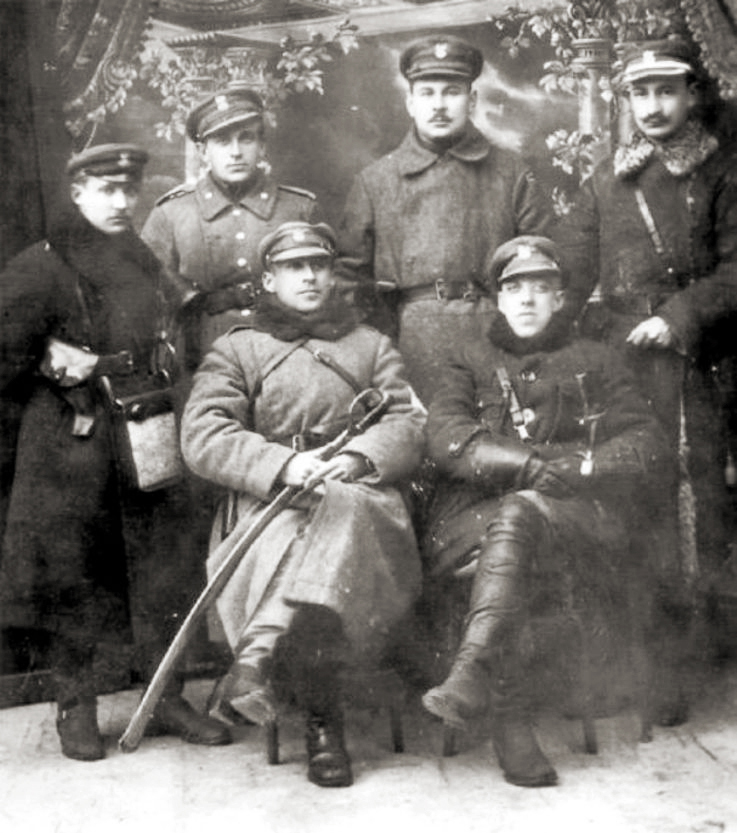
Dowództwo ochotniczego oddziału braci Dąbrowskich – luty 1919 rok. Siedzą od lewej: Władysław i Jerzy

Władysław Dąbrowski, znany także jako Władysław Dąmbrowski lub Władysław Dombrowski herbu Junosza (ur. 19 kwietnia 1892 w Suwałkach, zm. 21 października 1927) – major kawalerii Wojska Polskiego, „zagończyk”, dowódca oddziału partyzanckiego na Wileńszczyźnie w roku 1919, kawaler Orderu Virtuti Militari.

## Życiorys
Urodził się 19 kwietnia 1892 w Suwałkach, ówczesnej stolicy guberni suwalskiej, w rodzinie Adolfa Dąmbrowskiego, rosyjskiego generała majora kawalerii, i Leontyny z Kozłowskich. Był młodszym bratem Jerzego Dąbrowskiego.
Kształcił się w Korpusie Kadetów w Petersburgu, potem w kawaleryjskiej szkole w Jelizawetgradzie, którą ukończył 6 lipca 1911 roku w stopniu korneta i został przydzielony do 2 Kurlandzkiego pułku lejb-ułańskiego.
Na I wojnę światową W. Dąbrowski wyruszył jako porucznik lejb ułanów. Potem za jego zgodą został przeniesiony do piechoty; dowodził kompanią i batalionem 10 pułku strzelców turkiestańskich, następnie oddziałem motocykli przy 2 Dywizji Kawalerii. Awansował kolejno na: porucznika (10 września 1914), sztabsrotmistrza (4 lutego 1916) i rotmistrza (10 października 1917).
25 listopada 1917 r. porzucił służbę w wojsku rosyjskim i na czele 85 kawalerzystów Polaków przybył do 1 Korpusu Polskiego gen. Józefa Dowbora-Muśnickiego, gdzie brał udział w formowaniu 3 pułku ułanów. 14 lutego 1918 r. został mianowany dowódcą 5 szwadronu tegoż pułku. Będąc w I Korpusie, od 12 grudnia 1917 do 24 czerwca 1918 r. brał udział we wszystkich jego walkach z bolszewikami. Po demobilizacji w 1918 r., przybył do majątku Podolszczyzna w powiecie dziśnieńskim, gdzie mieszkał do jesieni tegoż roku. Samodzielnie formuje obronę powiatu dziśnieńskiego. Broni czynnie powiatu przed bandami bolszewickimi. Rozbija załogi niemieckie, nie pozwala rabować polskiego mienia.
25 listopada 1918 r. rotmistrz Władysław Dąbrowski zgłosił się wraz z bratem Jerzym Dąbrowskim do dowódcy Samoobron kresowych Władysława Wejtko i otrzymał nominację na dowódcę konnego oddziału Samoobrony Ziemi Wileńskiej. 30 listopada 1918 r. stanął na czele formującego się szwadronu, a 25 grudnia został mianowany dowódcą Pułku Ułanów Wileńskich. W czasie wyzwalania Wilna od Niemców i komunistów, z własnej inicjatywy został dowódcą wszystkich oddziałów walczących w tym mieście, następnie nominację tę otrzymał od generała Wejtki, dowodził siłami które zdobyły tzw. „Wronie Gniazdo”, a następnie był dowódcą wschodniego odcinka frontu. W pierwszych dniach stycznia 1919 r. – jako dowódca garnizonu miasta – walczył z nacierającymi wojskami bolszewickimi.
6 stycznia 1919 r. po wycofaniu się oddziałów polskich z Wilna do Waki Białej i Waki Tyszkiewiczowskiej, rotmistrz Władysław Dąbrowski nie zgodził się na przejściowe złożenie broni Niemcom i na czele dwóch szwadronów jazdy (pod dowództwem jego brata) i batalionu strzelców sformowanych w Wileński Oddział Wojsk Polskich, znany ogólnie pod nazwą oddziału majora Dąbrowskiego, (rosyjski rotmistrz to polski major), rozpoczął słynny przemarsz do Brześcia, gdzie 13 lutego 1919 r. nastąpiło połączenie z regularnymi wojskami polskimi. Po drodze walczył z bolszewikami pod Różaną, zajął Prużanę, zdobył fortecę Brześć Litewski, zawrócił, dotarł do Pińska, zdobył Baranowicze, przeszedł koło Nieświeża. Mimo małych sił, poruszał się swobodnie po kraju okupowanym przez wojska bolszewickie, budząc postrach wśród nieprzyjaciół. Marszałek Józef Piłsudski w swoich odczytach o wyprawie wileńskiej (…) podkreślał, że łatwość z jaką dawał sobie radę Dąbrowski z bolszewikami, wywarła na nim chęć rozpoczęcia walki o oswobodzenie kresów. Za przedarcie się na czele oddziału z Wilna do Brześcia otrzymał pochwałę w rozkazie Naczelnego Wodza.
Oddział przyprowadzony przez rotmistrza W. Dąbrowskiego przydzielony został do grupy wojsk gen. Antoniego Listowskiego i przemianowany na grupę operacyjną. 22 lutego 1919 r. (starszeństwo 07-11-1918) W. Dąbrowskiego mianowano majorem i powierzono mu dowództwo nad tą grupą. Dowodząc grupą operacyjną, brał udział w zdobyciu Bytenia, Janowa, Pińska i Baranowicz. W czerwcu 1919 r., podczas odpoczynku i reorganizacji w Lidzie, oddział majora W. Dąbrowskiego stał się jednostką regularną: z kawalerii utworzono 13 pułk ułanów, natomiast piechota dała początek Lidzkiemu pułkowi strzelców (późniejszy 76 pułk piechoty). W. Dąbrowski został 19 czerwca 1919 r. dowódcą 13 pułku ułanów.
Na czele tego pułku, a od lata 1920 r. na czele 211 pułku ułanów, odbył kampanię przeciw bolszewicką, biorąc udział w bitwach m.in.:  z 13 pułkiem ułanów walczył pod Mołodecznem, Radoszkiewiczami, Kakowem, Mińskiem, Borysowem, Lepelem, z 211 pułkiem ułanów walczył pod Płockiem, Górą, Chorzelami, w  szarży zdobył most na Niemnie i miasteczko  Druskieniki, Stołpcami, Kojdanowem. 15 października 1920 r. przeszedł z pułkiem do wojsk Litwy Środkowej i brał udział w bitwach z Litwinami pod Rykontami, Rudziszkami, Lejpunami, Mejszagołą, Szyrwintami. Z dniem 25 października 1921 roku został zdemobilizowany.
13 grudnia 1921 roku został powołany do służby czynnej i mianowany dowódcą 34 batalionu celnego. 27 września 1922 roku został komendantem 34 baonu Straży Granicznej, a 20 lipca 1923 roku komendantem 31 baonu Straży Granicznej.
25 października 1923 został powołany do służby czynnej i przeniesiony do 27 pułku ułanów na stanowisko dowódcy szwadronu zapasowego, a następnie kwatermistrza. 8 stycznia 1924 został zatwierdzony w stopniu majora ze starszeństwem z 1 czerwca 1919 i 53. lokatą w korpusie oficerów rezerwy jazdy. Posiadał wówczas przydział w rezerwie do 23 pułku ułanów w Wilnie. 27 października 1925 roku został przeniesiony do 6 pułku strzelców konnych w Żółkwi na stanowisko dowódcy szwadronu zapasowego. 31 maja 1926 roku zwolniony został z czynnej służby. Zmarł 21 października 1927 roku. Został pochowany na cmentarzu żołnierskim na terenie majątku Podolszczyzna koło Hermanowicz, należącym do jego siostry Marii Szyryn.

## Ordery i odznaczenia
- Krzyż Srebrny Orderu Wojskowego Virtuti Militari nr 5378[3] – 25 kwietnia 1922[14]
- Krzyż Walecznych czterokrotnie[15]
- Krzyż Zasługi Wojsk Litwy Środkowej – 3 marca 1926[16]